# Домашний чемпионат Великобритании 1950/1951
Домашний чемпионат Великобритании 1950/51 (англ. 1950–51 British Home Championship) — пятьдесят шестой розыгрыш Домашнего чемпионата, футбольного турнира с участием сборных четырёх стран Великобритании (Англии, Шотландии, Уэльса и Северной Ирландии). Победу в турнире в одержала сборная Шотландии.
Это был первый розыгрыш Домашнего чемпионата после неудачного участия сборной Англии на чемпионате мира в Бразилии, на котором англичане проиграли сборным США и Испании. Шотландцы вообще отказались ехать в Бразилию, а валлийцы и ирландцы не прошли квалификацию.
Турнир начался 7 октября 1950 года с поражения ирландцев от англичан со счётом 1:4 в Белфасте. 21 октября валлийцы в Кардиффе уступили шотландцам со счётом 1:3. В ноябре шотландцы в Глазго разгромили ирландцев со счётом 6:1, а англичане в Сандерленде обыграли валлийцев со счётом 4:2. В марте североирландцы в Белфасте со счётом 1:2 уступили валлийцам, занявшим третье место. В апреле в финальной игре на «Уэмбли» встретились сборные Англии и Шотландии. Гости победили со счётом 3:2, причём англичане играли почти весь матч вдесятером, так как на 11-й минуте Уилф Мэннион получил перелом скулы в верховой борьбе с Билли Лидделлом и покинул поле «в агонии», а замены на тот момент не были предусмотрены правилами. Благодаря этой победе шотландцы выиграли Домашний чемпионат.

## Турнирная таблица
| Поз | Команда       | И | В | Н | П | МЗ | МП | РМ | О |
| --- | ------------- | - | - | - | - | -- | -- | -- | - |
| 1   | Шотландия (Ч) | 3 | 3 | 0 | 0 | 12 | 4  | +8 | 6 |
| 2   | Англия        | 3 | 2 | 0 | 1 | 10 | 6  | +4 | 4 |
| 3   | Уэльс         | 3 | 1 | 0 | 2 | 5  | 8  | −3 | 2 |
| 4   | Ирландия      | 3 | 0 | 0 | 3 | 3  | 12 | −9 | 0 |

## Результаты матчей
| Ирландия      | 1:4     | Англия                              |
| ------------- | ------- | ----------------------------------- |
| Макморран 74′ | (отчёт) | - Бейли 43′ 86′ - Ли 64′ - Райт 85′ |

| Уэльс      | 1:3     | Шотландия                      |
| ---------- | ------- | ------------------------------ |
| Пауэлл 68′ | (отчёт) | - Райлли 23′ 57′ - Лидделл 72′ |

| Шотландия                                | 6:1     | Ирландия     |
| ---------------------------------------- | ------- | ------------ |
| - Макфейл 10′ 14′ - Стил 53′ 57′ 66′ 79′ | (отчёт) | Макгарри 43′ |

| Англия                                      | 4:2     | Уэльс        |
| ------------------------------------------- | ------- | ------------ |
| - Бейли 31′ 40′ - Мэннион 66′ - Милберн 90′ | (отчёт) | Форд 48′ 71′ |

| Ирландия    | 1:2     | Уэльс        |
| ----------- | ------- | ------------ |
| Симпсон 52′ | (отчёт) | Кларк 8′ 86′ |

| Англия                    | 2:3     | Шотландия                                 |
| ------------------------- | ------- | ----------------------------------------- |
| - Хассалл 26′ - Финни 63′ | (отчёт) | - Джонстон 33′ - Райлли 47′ - Лидделл 53′ |

## Победитель
| Победитель Домашнего чемпионата 1950/51 |
| Шотландия Двадцать девятый титул        |

## Бомбардиры
- 4 гола
  -  Эдди Бейли
  -  Билли Стил

- 3 гола
  -  Лори Райлли

- 2 гола
  -  Рой Кларк[англ.]
  -  Тревор Форд
  -  Билли Лидделл
  -  Джон Макфейл